# طلعت الشايب
طلعت الشايب (1942-2017) هو كاتب ومترجم ومفكر مصري، ترجم وراجع أكثر من عمل أدبي من الأعمال الأدبية العالمية.

## نشأته
ولد طلعت الشايب في قرية البتانون إحدى قرى مركز شبين الكوم بمحافظة المنوفية في جمهورية مصر العربية العام 1942 لأب وأم مصريين. درس في كلية المعلمين جامعة القاهرة العام 1958.

## حياته الأدبية
يعد الشايب من أبرز المترجمين المصريين الذين ترجموا من الإنجليزية إلي العربية في مصر بشكل خاص، وفي الوطن العربي بشكل عام، حيث كان يمتاز بإختياره موضوعات الكتب التي يترجمها. كان الشايب مهتمًا بموضوعات علم الاجتماع السياسي والتنمية، بالإضافة الموضوعات التي تتناول العالم الثالث والحوار بين الثقافات والحضارات.
ترجم الشايب العديد من الكتب والروايات لغات مثل الفرنسية والإنجليزية والروسية إلى اللغة العربية، حيث بلغت الأعمال التي ترجمها أكثر من 20 عملا، ومنهم روايات: فتاة عادية لآرثر ميللر، الحرير لأليساندرو باريكو، وعارية أمام الآلهة للكاتب شيف كومار، ورواية الملاك الصامت لهينريش پول، ورواية اتبعي قلبك للإيطالية سوزانا تامارو، ورواية البطء لميلان كونديرا، ورواية الحمامة للألماني پاتريك زوسكند.
ومن الكتب التي ترجمها (صدام الحضارات وإعادة صنع النظام العالمي) للكاتب صمويل هنتنجتون، وكتاب (فكرة الاضمحلال في التاريخ الغربي) لآرثر هيرمان، وكتاب (الحرب الباردة الثقافية: دور المخابرات المركزية الأمريكية في الآداب والفنون) لفرانسيس ستونر سوندرز. كما ترجم كتاب (في طفولتي) وهي دراسة في السيرة الذاتية العربية، حيث تمتاز بأنها ترجمة ذات مذاق أدبي وسردي كاملة لأطروحة الدكتوراه في الأدب العربي للباحث السويسري (تيتز رووكي). بالإضافة إلى مختارات من الشعر العالمي منها ديوان شعر (أصوات الضمير) الذي يعد من الأعمال الشعرية المترجمة المميزة للشايب، حيث يضم الديوان خمسين قصيدة باللغة الإنجليزية من ديوان الشعر العالمي لعدة شعراء بعضها مترجم عن لغات شعرائها الأصلية قبل أن يترجمها الشايب للغة العربية، وتمتاز هذه القصائد أنها كتبت ضد الإرهاب والعنف المادي والرمزي والاستغلال والقهر والسجن والاضطهاد العنصري والتهميش بأشكاله سواء التهميش الاجتماعي أو التهميش السياسي سواء كان موجه من أفراد أو جماعات أو دول.
كما قام الشايب بتحرير موسوعة الأعمال الكاملة لرئيس وزراء ماليزيا مهاتير محمد بالإضافة إلي ترجمة 3 كتب منها: الإسلام والأمة الإسلامية، خطة جديدة لأسيا والتحدي.
كان للشايب مكانة في مجال الأدب والترجمة في المجتمع الثقافي المصري والعربي مما أهله لتولي منصب مساعد مدير المركز القومي للترجمة المصري منذ بداية إنشائه العام 2007 وظل في هذا المنصب لمدة أربعة أعوام حتى استقالته العام 2010 ليتفرغ للقراءة والترجمة ومشاركاته في المؤتمرات والمحافل الثقافية المحلية والدولية.

## أعماله
- حدود حرية التعبير: تجربة كتاب القصة والرواية في مصر في عهدي عبد الناصر والسادات/ تأليف مارينا ستاغ؛ القاهرة: دار شرقيات، 1995.
- صدام الحضارات: إعادة صنع النظام العالمي / صامويل هنتنجتون؛ القاهرة: دار سطور للنشر، 1998.[13]
- فتاة عادية / آرثر ميللر؛ القاهرة: دار شرقيات، 1998.[14]
- المثقفون / بول جونسون؛ القاهرة: دار شرقيات، 1998.[15]
- اتبعي قلبك/ سوزانا تمارو؛ القاهرة: دار شريقات للنشر والتوزيع، 1999.[16]
- الخوف من المرايا/ تأليف طارق علي؛ القاهرة: المجلس الاعلى للثقافة، 2000.[17]
- أنا القمر: مختارات من الخرافة الصينية، القاهرة: الهيئة العامة لقصور الثقافة، 2000.[18]
- مكتوب: أن تتخيل قصة جديدة لحياتك/ باولو كويلو؛ القاهرة: دار ميرت للنشر، 2002.
- في طفولتي: دراسة في السيرة الذاتية العربية / تيتز رووكي القاهرة: المجلس الاعلى للثقافة، 2002.[19]
- محنة الكاتب الإفريقي / تشارلز ر. لارسون؛ القاهرة: المجلس الاعلى للثقافة، 2005.[20]
- الاستشراق الأمريكي: الولايات المتحدة والشرق الأوسط منذ عام 1945/ دوجلاس ليتل، القاهرة: المجلس القومي للترجمة، 2009.[21]
- فكرة الاضمحلال في التاريخ الغربي / آرثر هيرمان؛ القاهرة: المجلس الاعلى للثقافة، 2009.[22]
- من الذي دفع للزمّار؟: الحرب الباردة الثقافية/ فرانسيس ستونور سوندرز، القاهرة: المركز القومي للترجمة، 2009.[23]
- الفنون والآداب تحت ضغط العولمة؛ جوست سمايرز، القاهرة: الهيئة المصرية العامة للكتاب، 2009.[24]
- ربما في حلب ذات يوم قصص أخرى: مختارات من القصة القصيرة الأمريكية.
- الحرير/ ألساندرو باريكو؛ القاهرة: الهيئة العامة لقصور الثقافة،2012.[25]
- العالم قصة قصيرة (مجموعة قصص)/ إسماعيل قدري واخرين، القاهرة: الهيئة العامة لقصور الثقافة، 2013.[26]
- أصوات الضمير: خمسون قصيدة من الشعر العالمي/ الدوحة: وزارة الثقافة والفنون والتراث، 2013.[27]
- الحرب الباردة الكونية / أود أرني ويستاد، القاهرة: المركز القومي للترجمة، 2014.[28]
- الأبيض المتوسط: تاريخ بحر ليس كمثله بحر/ جون جوليوس نورويش، القاهرة: المركز القومي للترجمة، 2015.[29]
- هوس العمق/ باتريك زوسكند؛ القاهرة: دال للنشر والتوزيع، 2015.[30]
- أدب الحرب الباردة: كتابة الصراع الكونى/ أندرو هاموند، القاهرة: المركز القومي للترجمة، 2015.[31]
- السياسات الخارجية الأوروبية: هل ما زالت أوروبا مهمة؟/  جون فان أودينارن، القاهرة: المركز القومي للترجمة،2016.[32]
- الملاك الصامت / هاينريش بول؛ القاهرة: دار دال للنشر والتوزيع، 2017.[33]
- من بابل إلى التراجمة: تفسير الشرق الأوسط، القاهرة: المركز القومي للترجمة،2017.[34]
- الحرب الباردة الثقافية/ فرانسيس ستونور سونديرز؛ القاهرة: دار رؤية للنشر والتوزيع، 2018.[35]
- تاريخ شعبي للعالم: كما صنعه الجنس البشري من العصر الحجري للألفية الجديدة. (كتاب من جزئين) كريس هارمان، القاهرة: المركز القومي للترجمة،2019.[36] وكان اخر أعمال طلعت الشايب قبل وفاته وتم نشره بعد وفاته.[37]

## وفاته
توفى طلعت الشايب في الأول من شهر أبريل (نيسان) عام 2017  إثر أزمة صحية مفاجئة خلال مشاركته في ندوة صالون التورجي الثقافي بدمياط الجديدة حيث وافته المنية قبل وصوله للمستشفى.